# 马尔韦利亚城墙

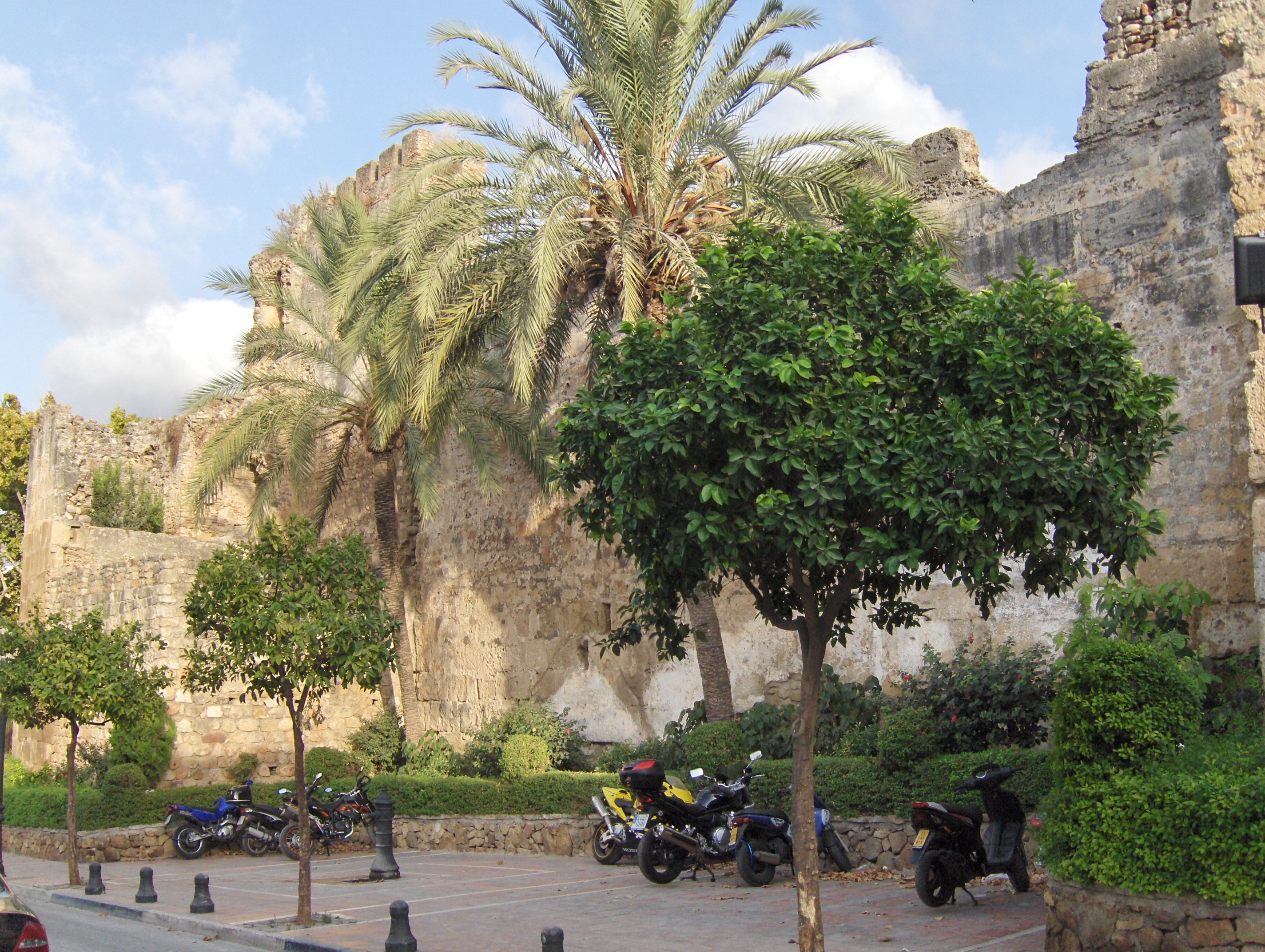
马尔韦利亚城墙

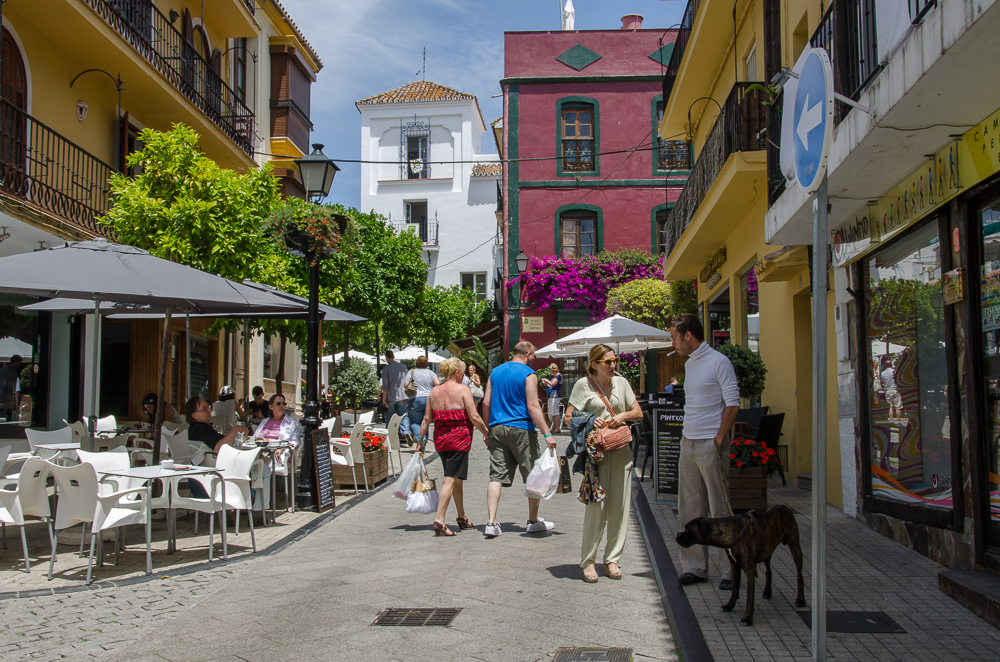

马尔韦利亚城墙（西班牙語：Muralla urbana de Marbella）位于西班牙南部安达卢西亚自治区马拉加省的马尔韦利亚，是兴建于公元10世纪的城墙遗迹，与马尔韦利亚城堡（castillo de Marbella）相邻。
城墙上开有三座城门进出：龙达门（Puerta de Ronda）、马拉加门（Puerta de Málaga）和海之门（Puerta del Mar）。此外，城墙上设有20多座塔楼，以保护城市免受来自海岸的潜在攻击。
1985年6月29日，马尔韦利亚城墙公布为西班牙文化财产。城墙的一部分已经修复。